# Alessandra Faella
Alessandra Faella (Nápoles, 18 de diciembre de 2000) es una deportista italiana que compite en remo como timonel. Ganó una medalla de bronce en el Campeonato Europeo de Remo de 2025, en la prueba de ocho con timonel masculino.

## Palmarés internacional
| Campeonato Europeo | Campeonato Europeo | Campeonato Europeo | Campeonato Europeo |
| Año                | Lugar              | Medalla            | Prueba             |
| ------------------ | ------------------ | ------------------ | ------------------ |
| 2025               | Plovdiv (Bulgaria) | Medalla de bronce  | Ocho con timonel   |